# Cosmia conjuncta
Cosmia conjuncta är en fjärilsart som beskrevs av Edward Alfred Cockayne 1951. Cosmia conjuncta ingår i släktet Cosmia och familjen nattflyn. Inga underarter finns listade i Catalogue of Life.